# Marlène Charell

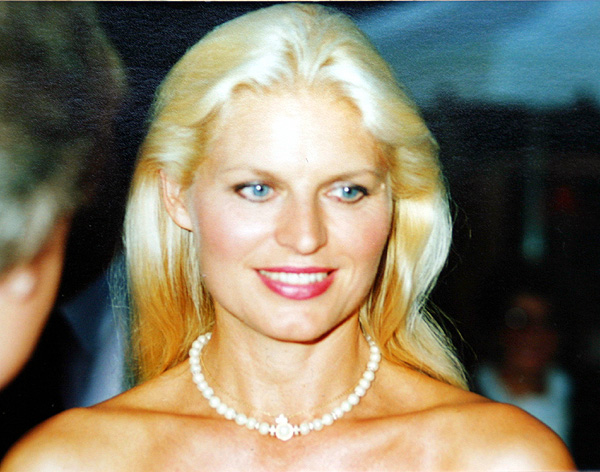
Marlène Charell beim Kanzlerfest 1987 in Bonn

Marlène Charell (* 27. Juli 1944 in Winsen (Luhe); eigentlich Angela Miebs) ist eine deutsche Tänzerin, Sängerin und Moderatorin. Durch Auftritte in Revuen und Shows sowie eigenen Fernsehsendungen wurde sie in den 1960er und 1970er Jahren international bekannt.

## Leben

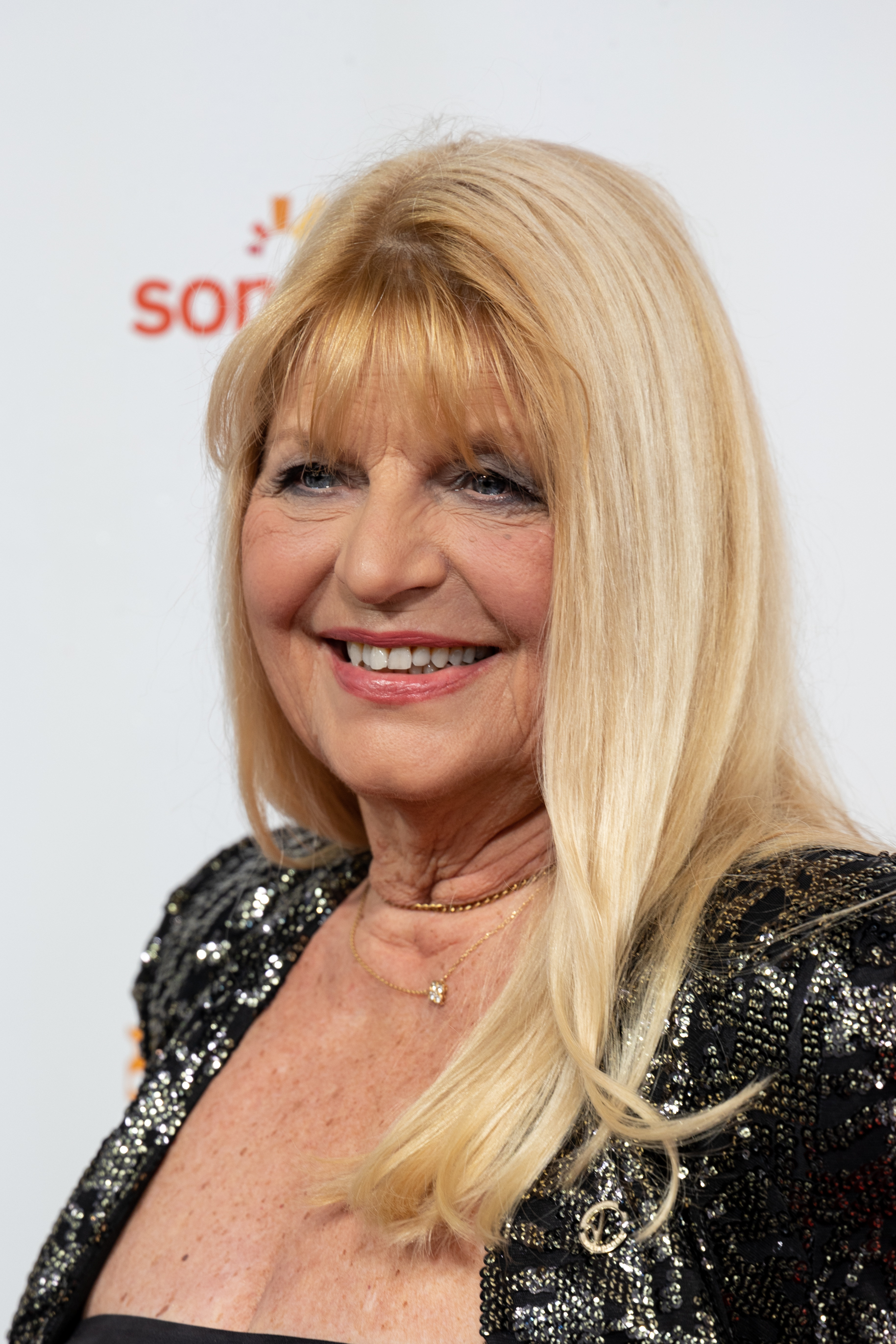
Marlène Charell (2023)

Angela Miebs wuchs in Hamburg als Tochter eines gebürtigen Schlesiers auf. Als sechsjähriges Mädchen trat sie zusammen mit ihrem Vater im Zirkus mit der Akrobatiknummer Angela und Corinn auf. Später bildete sie sich in Akrobatik, Ballett, Tanz, Gymnastik, Gesang und Schauspiel aus.
Da es in Deutschland immer weniger Revuetheater gab, fuhr sie mit ihren Eltern nach Paris, wo sie nach einer Audition beim damaligen Direktor Michel Gyarmathy 1962 ein Engagement beim bekannten Cabaret Folies Bergère erhielt.
Ihren Künstlernamen Marlène wählte er in Anlehnung an Marlene Dietrichs Beine; Angela Miebs’ Vater fand, dass der Nachname des Regisseurs Erik Charell gut dazu passen würde.
Ab 1966 trat sie über ein Jahr im Dunes in Las Vegas in der Show Casino de Paris auf. Die Zeitschrift Variety verlieh ihr wegen ihrer Beine den Titel Miss Longlegs. Wieder zurück in Paris, wechselte sie 1968 nach den Mai-Unruhen von den Folies Bergère als Solokünstlerin (leading lady) zum führenden Cabaret Lido de Paris, wo sie bis Ende des Jahres 1970 auftrat. Dort lernte sie ihren späteren Mann Roger Pappini kennen, der damals technischer Direktor des Lido war, seine eigene Berufstätigkeit dann aber aufgab und ihr Manager wurde. Im Dezember 1971 heirateten Marlène Charell und Roger Pappini; 1973 wurde ihre Tochter Angelina geboren, die inzwischen verheiratet ist und selbst eine Tochter hat.
In den 1960er und 1970er Jahren war Marlène Charell als vielseitige Entertainerin weltweit erfolgreich. Sie präsentierte im Casino Ruhl in Nizza ihre eigene Marlène-Charell-Show, trat in England zusammen mit Engelbert Humperdinck in einer vielteiligen Koproduktion von BBC und ZDF auf und gastierte unter anderem in Kanada, Japan, Österreich und der Schweiz. Mit dem Titel Königin des deutschen Fernsehens (ihre von Truck Branss inszenierte und 1970 im ZDF ausgestrahlte Show hieß Die Welt gehört der Frau) kam sie auch in Italien über Gino Bramieri zu ihrer eigenen Show. Auch in Klassikern der deutschen Fernsehunterhaltung war sie regelmäßiger Gast, beispielsweise in Dalli Dalli, Am laufenden Band, Vergißmeinnicht, Der goldene Schuß, Der Große Preis, Die Montagsmaler und Stars in der Manege. Auch in Musiksendungen wie Starparade, Musik ist Trumpf, 8x1 in Noten, Disco und Jetzt geht die Party richtig los war sie zu Gast. Gelegentlich trat sie auch in Kinofilmen wie Himmel, Scheich und Wolkenbruch (1979) auf. In dieser Zeit trat sie auch in zahlreichen internationalen Fernsehshows auf, zum Beispiel 1980 im Fernsehen der DDR in Ein Kessel Buntes und im westdeutschen Fernsehen in den Neujahrs-Shows der Jahre 1979 und 1980. Ab 1982 moderierte sie gemeinsam mit Freddy Quinn die Sendung Arena der Sensationen, in der Artisten und Sänger auftraten.
1983 moderierte Marlène Charell in München den Eurovision Song Contest, wobei sie ihre Mehrsprachigkeit (Deutsch, Französisch, Englisch und Italienisch) zur Geltung bringen konnte. In den 1990er Jahren kamen Rollen in Fernsehproduktionen wie Das Traumschiff, Tanz auf dem Vulkan oder Koerbers Akte hinzu. Daneben war sie weiterhin in Unterhaltungssendungen zu sehen, wie im Jahr 1995, wo sie zu Gast in der Kochsendung alfredissimo! war. Auch war sie weiterhin als Sängerin und Tänzerin Stargast in großen Fernsehshows wie 1995 in Musik liegt in der Luft.
Seit 2000 setzt sich Marlène Charell hauptsächlich karitativ (SOS-Kinderdörfer) ein, ist aber auch weiterhin als Entertainerin und Künstlerin tätig. Sie ist außerdem Schirmherrin des Club Columbus des Kreuzfahrtveranstalters Transocean Tours. Dazu kommen Engagements als Moderatorin, so etwa beim Swissartist Music Festival 2006 und 2007 bei Zürich oder für die Veranstaltungsreihe Feuerwerk der Volksmusik, sowie gelegentliche Gastauftritte in Fernsehsendungen wie beispielsweise 2008 in der Kochsendung Das perfekte Promi-Dinner oder im Oktober 2011 in Lafer! Lichter! Lecker! Auch in Talkshows war sie immer wieder zu Gast, wie 2002 und 2007 in der ZDF-Morgensendung Volle Kanne, 2007 im Nachtcafé und im Jahr 2009 in der NDR Talk Show.
Anlässlich ihres Auftritts in der Muttertags-Ausgabe der Fernsehshow Willkommen bei Carmen Nebel, am 13. April 2007, wurde eine 2007 neugezüchtete Kulturrosen-Sorte vorgestellt und nach ihr Marlène-Charell-Rose benannt.
Ihren für lange Zeit letzten Fernsehauftritt hatte sie am 23. Dezember 2013 in der Sendung Weihnachten bei uns, in der sie mit dem Deutschen Fernsehballett ein Medley international erfolgreicher Titel präsentierte. Am 1. Februar 2022 war sie in der Sendung Wer weiß denn sowas? im Ersten zu sehen.
Marlène Charell lebt im französischen La Rochette in Savoyen.

## Filmografie (Auswahl)
- 1974: Hochzeitsnacht im Paradies (Fernsehfilm, Regie: Thomas Engel)
- 1975: Glückliche Reise (Fernsehfilm, Regie: Eugen York)
- 1977: Bezauberndes Fräulein (Fernsehfilm, Regie: Erich Neureuther)
- 1979: Himmel, Scheich und Wolkenbruch (Regie: Dieter Böttger)
- 1992: Kleiner Mann im großen Glück (Fernsehfilm, Regie: Franz Josef Gottlieb)
- 1996–1997: Tanz auf dem Vulkan (Miniserie, Regie: Jürgen Brauer)
- 1997: Koerbers Akte: Kleines Mädchen – großes Geld (Serienepisode, Regie: Bernd Böhlich)